# 185733 Luigicolzani
185733 Luigicolzani è un asteroide della fascia principale. Scoperto nel 1998, presenta un'orbita caratterizzata da un semiasse maggiore pari a 2,6887253 au e da un'eccentricità di 0,2292322, inclinata di 7,82342° rispetto all'eclittica.
L'asteroide è dedicato all'italiano Luigi Colzani, collaboratore dell'osservatorio dove è avvenuta la scoperta.